# Мурзаева, Ирина Всеволодовна
Ири́на Все́володовна Мурза́ева (2 [15] мая 1906, Красноуфимск, Пермская губерния — 3 января 1988, Москва) — советская актриса театра и кино.

## Биография
Родилась 2 (15) мая 1906 года в Красноуфимске (ныне Свердловская область) в семье художника и учительницы. Затем вместе с семьёй переехала в Москву. Училась в гимназии, посещала драмкружок.
Окончила театральный техникум имени А. В. Луначарского (1927). В 1927—1928 и в 1930—1931 годах — актриса Свердловского ТЮЗа, в 1928—1937 годах — театра-студии под руководством Р. Н. Симонова, в 1937—1956 годах — актриса и режиссёр Московского ТРАМа (с 1938 года — театр имени Ленинского комсомола).
В кино дебютировала в фильме Михаила Вернера «Девушка спешит на свидание». Многократно снималась в киножурналах «Ералаш» и «Фитиль».
Одна из наиболее популярных «комических старух» советского кино.
Нонна Мордюкова так сказала об Ирине Мурзаевой в одном из интервью: «Это была наша отрада, чудо из чудес! Бывают же такие люди — безвозрастные. Иногда она напоминала девушку — красная, скромная. Но тут же могла послать матом. Она безумно любила сына, и дети постоянно к ней липли, даже самые маленькие. И не только дети, с ней каждый хотел поговорить. Раскрепощённый, нескончаемо интересный человек, безумно талантливая актриса. Если бы все были такими, как она и моя мама, мы летали бы на крыльях, жизнь была бы намного легче и справедливей».
Скончалась 3 января 1988 года в Москве на 82-м году жизни.

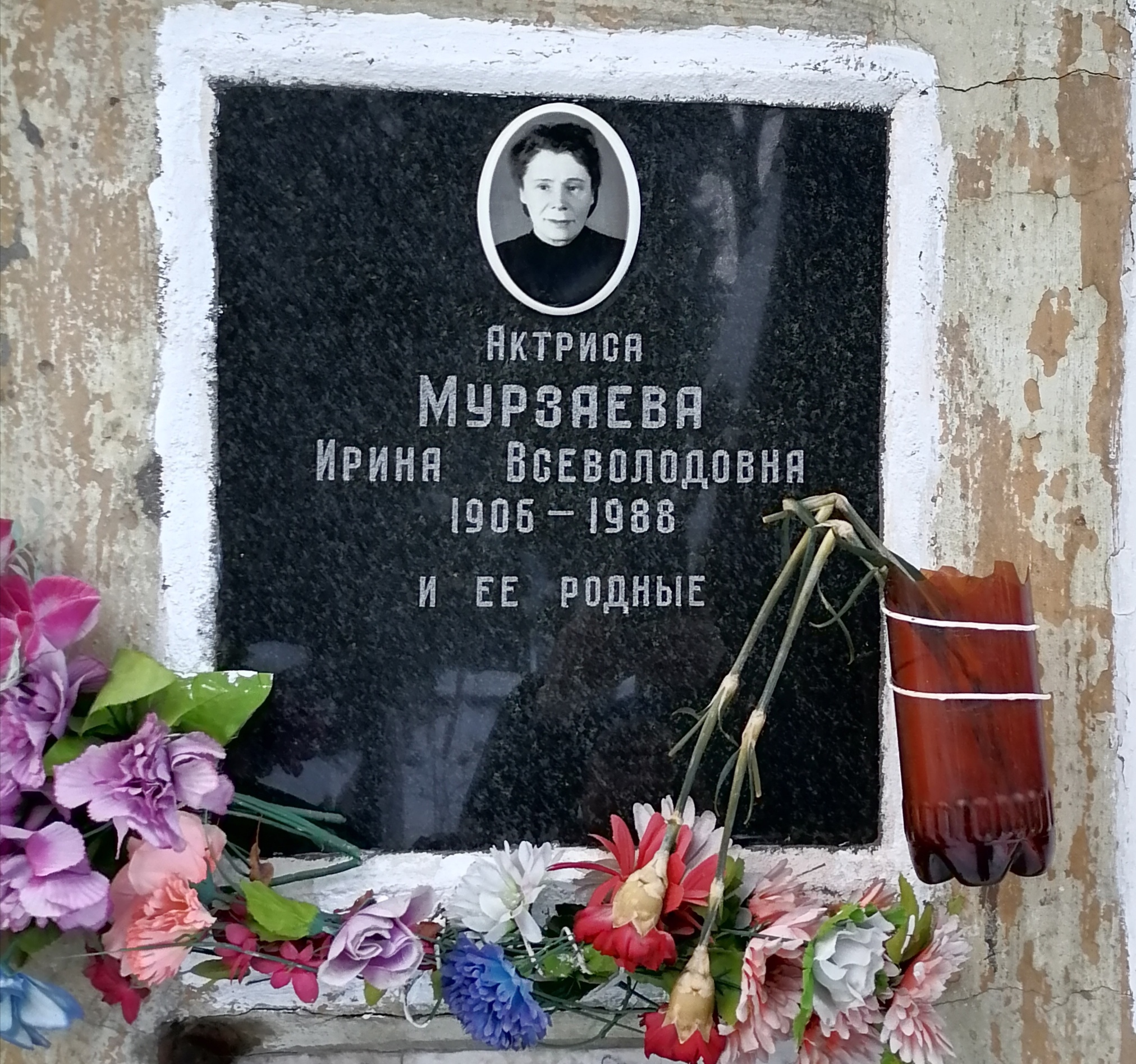
Могила на Донском кладбище

Похоронена в Москве на Донском кладбище (колумбарий 14, секция 65).

## Семья
Замужем была дважды. Первый брак состоялся в далёкой юности.
Второй муж — Николай Толкачёв (1903—1987), актёр студии Рубена Симонова, затем актёр Московского драматического театра имени М. Н. Ермоловой. В 1938 году родился сын Борис.

## Работы в театре

### Актриса
- 1941 — «Парень из нашего города» К. М. Симонова; постановщики И. Н. Берсенев и В. Р. Соловьёв — Анна Ивановна
- 19?? — «Женитьба» Н. В. Гоголя — Фёкла Ивановна
- 1947 — «Наш общий друг» по Ч. Диккенсу — миссис Уильфер
- 1949 — «Семья» И. Ф. Попова — Кашкадамова, Вера Васильевна
- 19?? — «В эту ночь никто не уснул» В. А. Гольдфельда — Каншина
- 1954 — «Вишнёвый сад» А. П. Чехова — Шарлотта Ивановна

### Режиссёр
- 1949 — «Семья» И. Ф. Попова (совм. с С. В. Гиацинтовой),
- 1951 — «Новые люди» по роману Н. Г. Чернышевского «Что делать?»,
- 19?? — «В окнах горит свет» (совм. с В. В. Всеволодовым),
- 1955 — «Мужество» по В. Кетлинской

## Фильмография
- 1936 — Девушка спешит на свидание — Самодоева
- 1941 — Сердца четырёх — Тамара Спиридоновна, маникюрша
- 1944 — Свадьба — гостья на свадьбе
- 1945 — Близнецы — Алла Брошкина
- 1945 — Слон и верёвочка — соседка
- 1954 — Анна на шее — Мавра Григорьевна
- 1957 — Екатерина Воронина — Калерия Ивановна, дежурная вахтёрша в госпитале
- 1957 — Девушка без адреса — проводник
- 1959 — Произведение искусства — Мать адвоката (нет в титрах)
- 1960 — Простая история — мать
- 1961 — Вечера на хуторе близ Диканьки — сплетница-дьячиха
- 1962 — Серый волк — Пелагея
- 1962 — Весёлые истории — дама на матрасе
- 1963 — Когда казаки плачут — Прасковья
- 1964 — Сказка о потерянном времени — Анна Ивановна, злая волшебница
- 1965 — Дети Дон Кихота — старуха с собакой Вихрем
- 1965 — Чистые пруды — стрелочница
- 1965 — Двадцать лет спустя — встревоженная горожанка
- 1965 — Голубая чашка — молочница
- 1965 — От семи до двенадцати — учительница Лидия Васильевна
- 1966 — Женщины — консьержка
- 1966 — Девочка на шаре — администратор зрительного зала
- 1967 — Железный поток — Горпина
- 1968 — Огонь, вода и… медные трубы — гостья
- 1969 — Гори, гори, моя звезда — тапёрша
- 1969 — Взрыв после полуночи — жена чиновника
- 1969 — Последние каникулы — частница
- 1969 — Вчера, сегодня и всегда — дама в тёмных очках
- 1970 — Опекун — Антонина Ивановна Прокопчук
- 1970 — В тридевятом царстве… — первая фрейлина
- 1971 — 12 стульев — экскурсовод в мебельном музее
- 1971 — Старики-разбойники — смотрительница музея
- 1972 — Учитель пения — бабушка
- 1972 — Вот моя деревня — Тереза Ивановна, учительница
- 1972 — Меченый атом — тётя Рита
- 1973 — Полуночник (Литовская киностудия) — бабушка Зиты
- 1974 — Северная рапсодия — бабушка Ладейкина
- 1974 — Три дня в Москве — Матрёна
- 1976 — Повесть о неизвестном актёре — старая актриса
- 1976 — Преступление — бабушка
- 1976 — Про дракона на балконе, про ребят и самокат — Таисья Ивановна
- 1976 — Не плачь, девчонка — врач призывной комиссии
- 1976 — Принцесса на горошине — маркиза
- 1977 — Розыгрыш — Фира Соломоновна, соседка
- 1977 — Приехали на конкурс повара — Клавдия Ивановна
- 1977 — Инкогнито из Петербурга — пожилая гостья городничего
- 1977 — Возвращение сына  — бабушка Тони
- 1978 — Сдаётся квартира с ребёнком — старушка с папиросой, квартиросъёмщица
- 1978 — Близкая даль — секретарша Нила Андреевича
- 1979 — Жил-был настройщик — соседка Лены (нет в титрах)
- 1981 — Сказка, рассказанная ночью — тётушка Графини
- 1981 — Честный, умный, неженатый… — Марья
- 1982 — Женатый холостяк — Анна Христофоровна
- 1983 — Витя Глушаков — друг апачей — бабка в очереди
- 1984 — Зудов, вы уволены! — баба Настя
- 1984 — Зачем человеку крылья — Ульяна, соседка
- 1984 — Счастливая, Женька! — баба Зина, пациентка
- 1984 — Если можешь, прости — баба Поля
- 1987 — Следствие ведут ЗнаТоКи. Бумеранг — Татьяна Григорьевна, свидетельница

### Киножурнал «Ералаш»
- 1974 — Выпуск № 2 (сюжет «Не надо волноваться») — бабушка Володьки
- 1975 — Выпуск № 3 (сюжет «Интересная книга») — старушка
- 1975 — Выпуск № 4 (сюжет «Если хочешь быть здоров…») — бабушка (нет в титрах)
- 1977 — Выпуск № 13 (сюжет «Два желания») — волшебница
- 1982 — Выпуск № 31 (сюжет «Необыкновенные приключения трёх мушкетёров в России») — старушка
- 1983 — Выпуск № 37 (сюжет «Сказка - ложь, да в ней намёк…») — старушка
- 1984 — Выпуск № 45 (сюжет «Маленькая дневная серенада») — бабушка девочки
- 1984 — Выпуск № 47 (сюжет «Смотреть противно») — старушка

## Озвучивание мультфильмов
- 1957 — Снежная королева — Старая фея
- 1977 — Самый маленький гном (1-й выпуск) — Бабушка-гном

## Награды и премии
- Медаль «За трудовую доблесть» (15 февраля 1948 года) — за большие заслуги в деле развития советского театра, в связи с двадцатилетием со дня основания Московского театра имени Ленинского Комсомола[2].